# Chaetocnema dapitanica
Chaetocnema dapitanica  (лат.) — вид жуков-листоедов рода Chaetocnema трибы земляные блошки из подсемейства козявок (Galerucinae, Chrysomelidae). Юго-восточная Азия.  

## Распространение
Встречаются в Юго-восточной Азии (Филиппины, Dapitan, Mindanao).

## Описание
Длина 2,35—2,50 мм, ширина 1,40—1,50 мм. От близких видов (Chaetocnema sabahensis, Chaetocnema hainanensis) отличается комбинацией следующих признаков: более крупными размерами тела, слабой пунктировкой переднеспинки, формой тела, эдеагуса и сперматеки. Переднеспинка и надкрылья коричневато-чёрные и бронзоватые. Все антенномеры усиков желтовато-коричневые, голени и передние и средние бёдра жёлтые, задние бёдра темнокоричневые. Голова гипогнатная (ротовые органы направлены вниз). Надкрылья покрыты несколькими рядами (6—8) многочисленных мелких точек — пунктур. Бока надкрылий выпуклые. Второй и третий вентриты слиты. Средние и задние голени с выемкой на наружной стороне перед вершиной. Переднеспинка без базальной бороздки. Вид был впервые описан в 2019 году в ходе ревизии ориентальной фауны рода Chaetocnema, которую провели энтомологи Александр Константинов (Systematic Entomology Laboratory, USDA, c/o Smithsonian Institution, National Museum of Natural History, Вашингтон, США) и его коллеги из Китая (Ruan Y., Yang X., Zhang M.) и Индии (Prathapan K. D.).